# Eparchia berlińska i niemiecka (Rosyjski Kościół Prawosławny poza granicami Rosji)
Eparchia berlińska i niemiecka – jedna z ośmiu eparchii Rosyjskiego Kościoła Prawosławnego poza granicami Rosji, obejmująca swoim zasięgiem cały obszar Niemiec oraz 1 parafię w Kopenhadze i 1 w Salzburgu. Obecnym zwierzchnikiem eparchii jest metropolita Marek (Arndt), rezydujący w Monachium. W tym samym mieście znajduje się katedra eparchii – sobór Świętych Nowomęczenników i Wyznawców Rosyjskich.
Eparchia została utworzona przez Rosyjski Kościół Prawosławny poza granicami Rosji jako konkurencyjna wobec podległej Egzarchatowi Zachodnioeuropejskiemu Rosyjskiego Kościoła Prawosławnego eparchii o tej samej nazwie. W latach 20. i 30. XX wieku w jej jurysdykcję przeszła większość parafii na terenie Niemiec, w proteście przeciw relacjom między państwem a Cerkwią prawosławną w ZSRR. Ponadto w 1938 rząd nazistowski uznał eparchię Kościoła zagranicznego za jedyną legalną instytucję rosyjskiego prawosławia w Niemczech, jako strukturę całkowicie wobec siebie lojalną. Rząd III Rzeszy sfinansował również budowę nowej katedry eparchii – soboru Zmartwychwstania Chrystusa, zbudowanego w Berlinie w latach 1936–1938 według projektu Karola Schellberga. Jednocześnie ze środków Ministerstwa Rzeszy ds. kościelnych sfinansowano remont generalny 19 cerkwi.
Bezpośrednio po II wojnie światowej eparchia liczyła pół miliona wiernych narodowości rosyjskiej, jednak liczba ta szybko spadła z powodu wyjazdów Rosjan za granice Niemiec.

## Parafie eparchii
W skład struktur eparchii wchodzą następujące parafie w Niemczech: 
- Parafia Świętych Piotra i Pawła w Ambergu
- Parafia Ikony Matki Bożej „Wszystkich Strapionych Radość” w Augsburgu
- Parafia św. Aleksandry w Bad-Ems
- Parafia Przemienienia Pańskiego w Baden-Baden
- Parafia Wszystkich Świętych w Bad Homburg vor der Höhe
- Parafia św. Sergiusza z Radoneża w Bad Kissingen
- Parafia św. Innocentego i św. Serafina z Sarowa w Bad Nauheim
- Parafia Opieki Matki Bożej w Berlinie
- Parafia Przemienienia Pańskiego w Bielefeld-Sennestadt
- Parafia św. Jerzego w Bochum
- Parafia św. Serafina z Sarowa w Cloppenburgu
- Parafia św. Marii Magdaleny w Darmstadt
- Parafia Ikony Matki Bożej „Wszystkich Strapionych Radość” w Engen
- Parafia Trójcy Świętej w Erlangen
- Parafia Świętych Wiery, Nadziei, Lubowi i matki ich Zofii w Ettringen
- Parafia św. Mikołaja we Frankfurcie nad Menem
- Parafia św. Prokopa w Hamburgu
- Parafia Kursko-Korzennej Ikony Matki Bożej „Znak” w Hannowerze
- Parafia Narodzenia Pańskiego w Hannowerze
- Parafia w Hildesheim
- Parafia św. Mikołaja w Ingolstadt
- Parafia św. Pantelejmona w Kassel
- Parafia św. Pantelejmona w Kolonii
- Parafia Świętych Konstantyna i Heleny w Konz
- Parafia św. Mikołaja w Landshut
- Parafia św. Prokopiusza w Lubece
- Parafia św. Aleksandra Newskiego w Mannheim
- Parafia św. Włodzimierza w Minden
- Parafia Świętych Nowomęczenników i Wyznawców Rosyjskich w Monachium (katedralna)
- Parafia św. Michała Archanioła w Monachium
- Parafia Kazańskiej Ikony Matki Bożej w Münster
- Parafia św. Mikołaja w Neuss
- Parafia Narodzenia Matki Bożej w Norymberdze
- Parafia Opieki Matki Bożej w Oldenburgu
- Parafia Opieki Matki Bożej w Ratyzbonie
- Parafia w Rosenheim
- Parafia św. Eugenii w Saarbrücken
- Parafia św. Mikołaja w Salzgitter
- Parafia w Siegen
- Parafia św. Jana Chrzciciela w Straubing
- Parafia św. Mikołaja w Stuttgarcie
- Parafia Kazańskiej Ikony Matki Bożej w Unterkirnach
- Parafia św. Elżbiety w Wiesbaden

oraz parafie poza granicami Niemiec:
- Parafia św. Aleksandra Newskiego w Kopenhadze
- Parafia Opieki Matki Bożej w Salzburgu
- Parafia św. Mikołaja w Modling[10]

## Monastery
Eparchii podlegają klasztory:
- Monaster św. Hioba Poczajowskiego w Monachium, męski
- Monaster św. Męczennicy Księżnej Elżbiety w Buchendorfie, żeński